# Lijst van kastelen van de Dordogne
Dit artikel bevat een lijst van kastelen van het departement Dordogne in Frankrijk. Een aantal is open voor bezoekers.
Enkele zijn:
- Kasteel van Belcastel
- Kasteel van Beynac
- Kasteel van Biron
- Kasteel van Brassac
- Kasteel van Castelnau-Bretenoux
- Kasteel van Castelnaud
- Kasteel van Caussade
- Kasteel van Cénevières
- Kasteel van Chabans
- Kasteel van Cieurac
- Kasteel van Comborn
- Kasteel van Commarque
- Château Diable
- Kasteel van Fénelon
- Château Gaubertie
- Château Grignols
- Château Gurson
- Château Louise de Hautefort
- Château l'Herm
- Château Lacoste
- Château Lacypierre
- Château Lanquais
- Château Lasfond
- Château Lastours
- Château Laussel
- Kasteel van Losse en Tuinen
- Château Malartrie
- Château Mareuil
- Château Marthonie
- Château Mauriac
- Château Mercués
- Kasteel Les Milandes
- Château Monbazillac
- Château Montaigne
- Château Montal
- Château Montcléra
- Kasteel van Montfort
- Château Puyguilhem
- Château Puymartin
- Château Richemont
- Kasteel van Roquetaillade
- Château Rouffignac
- Château Rouffilac
- Château Roussillon
- Château Saint-Maurice
- Château Saint-Projet
- Kasteel van Sainte-Alvère
- Château de la Treyne
- Château Vaillac